# Xã Westminster, Quận Reno, Kansas
Xã Westminster (tiếng Anh: Westminster Township) là một xã thuộc quận Reno, tiểu bang Kansas, Hoa Kỳ. Năm 2010, dân số của xã này là 196 người.